# SP-131
A SP-131 é uma rodovia transversal do estado de São Paulo, administrada pelo Departamento de Estradas de Rodagem do Estado de São Paulo (DER-SP).

## Denominações
Recebe as seguintes denominações em seu trajeto:
Nome:	Sem denominação
- De - até:	Ponta da Cela - Ilhabela - Ponta das Canas

## Descrição
Principais pontos de passagem: Perequê - Ilhabela - Ponta das Canas

## Características

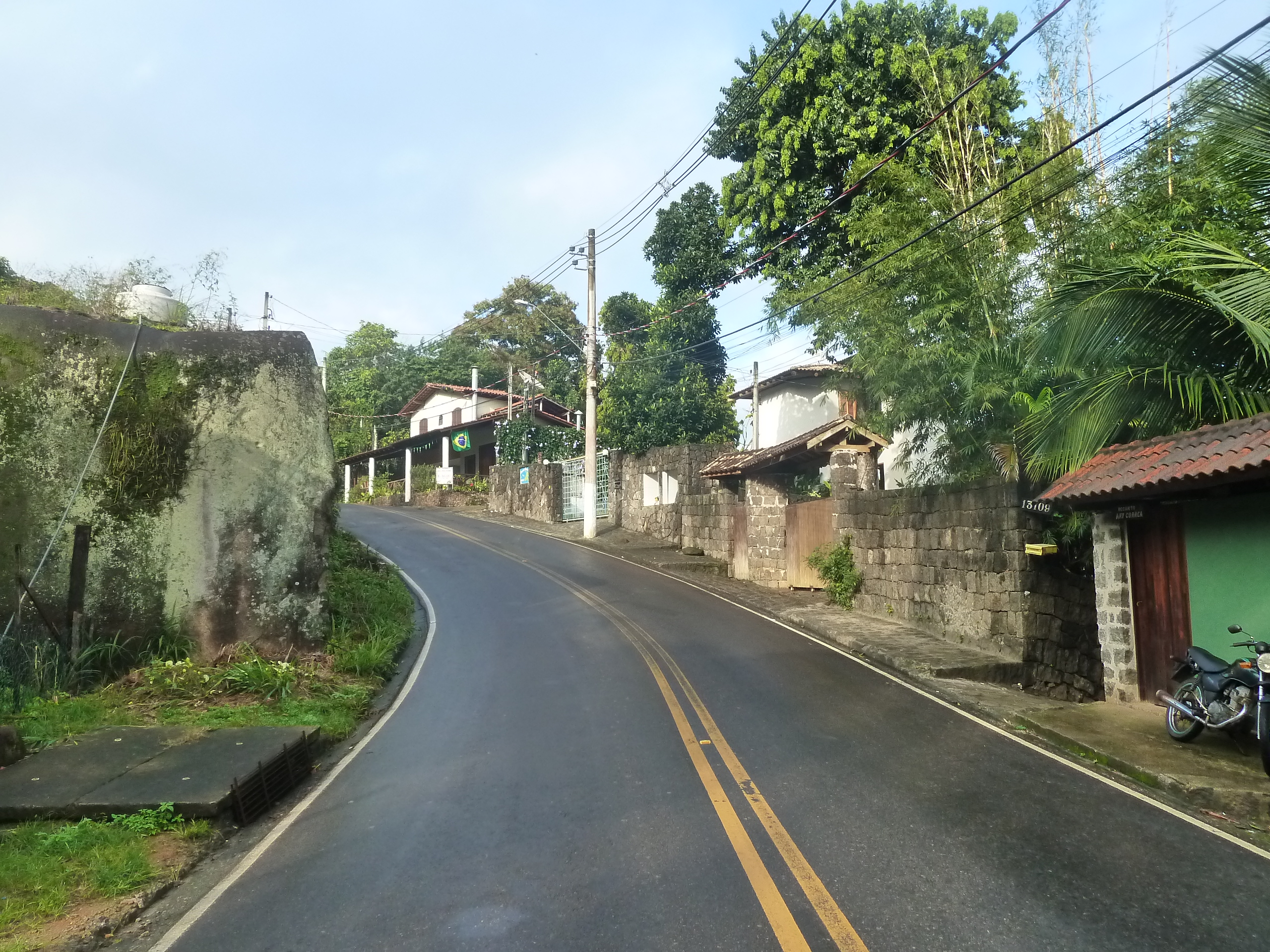
Trecho da SP-131 em Cambaquara.

### Extensão
- Km Inicial: 0,000
- Km Final: 24,519

### Localidades atendidas
- Ilhabela
- Cambaquara